# Marian Korejwo
Marian Korejwo ps. „Milimetr” (ur. 1920 w Wilnie; zm. 4 czerwca 2000 w Gdańsku) – partyzant Armii Krajowej, dowódca plutonu w 3 Wileńskiej Brygadzie AK;  kawaler Orderu Virtuti Militari.
Wieloletni prezes Gdańskiego Środowiska Żołnierzy Armii Krajowej Okręgu Wileńskiego.

## Życiorys
W Wilnie ukończył szkołę powszechną, a następnie Państwową Szkołę Techniczną im. Józefa Piłsudskiego – Wydział Elektryczny.
W 1939 roku wstąpił do Związku Walki Zbrojnej. Służył w 3 Brygadzie „Szczerbca”.
Po wojnie ukończył Politechnikę Gdańską. Na emeryturę przeszedł w 1979 roku. Był jednym z inicjatorów tablicy – epitafium poległych żołnierzy 3 Brygady. Jest autorem książki „Moje ścieżki partyzanckie” i współautorem książki „Szczerbcowa Brygada”

## Ordery i odznaczenia
- Srebrny Krzyż Virtuti Militari
- Krzyż Walecznych
- Krzyż Armii Krajowej
- Krzyż Partyzancki
- Krzyż Kampanii Wrześniowej
- Medal Wojska[5]